# Prêmio SIGCOMM
O Prêmio SIGCOMM (em inglês: SIGCOMM Award) reconhece a contribuição de uma vida dedicada ao campo das redes de comunicação. O prêmio é apresentado na conferência técnica anual da SIGCOMM.

## Laureados
- 1989 - Paul Baran
- 1990 - Leonard Kleinrock
- 1990 - David Clark
- 1991 - Hubert Zimmerman
- 1992 - Sandy Fraser
- 1993 - Robert Kahn
- 1994 - Paul Eliot Green
- 1995 - David J. Farber
- 1996 - Vint Cerf
- 1997 - Louis Pouzin
- 1997 - Jon Postel
- 1998 - Lawrence Roberts
- 1999 - Peter Kirstein
- 2000 - André Danthine
- 2001 - Van Jacobson
- 2002 - Scott Shenker
- 2003 - David Cheriton
- 2004 - Simon Lam
- 2005 - Paul Mockapetris
- 2006 - Domenico Ferrari
- 2007 - Sally Floyd
- 2008 - Don Towsley
- 2009 - Jon Crowcroft
- 2010 - Radia Perlman